# 文化部 (中華民国)
文化部（ぶんかぶ）は中華民国の行政院に属す文化政策及び伝統文化の発揚に関する行政を担当する行政機関。

## 沿革
- 1967年11月10日 -「教育部文化局」として成立。
- 1981年11月11日 -「行政院文化建設委員会」として成立。
- 2012年5月21日 - 省庁再編により「文化部」となる。

## 組織

### 幹部
- 部長
  - 次長（政務次長2人、常務次長1人）
    - 主任秘書
      - 参事

### 内部部局
| - 綜合規画司 - 文化資源司 - 文創発展司 - 影視と流行音楽発展司 - 人文及出版司 - 芸術発展司 - 文化交流司 | - 秘書処 - 人事処 - 政風処 - 会計処 - 情報処 - 法規委員会 |

### 所属機関（外局）
- 文化資産局
- 影視および流行音楽産業局（中国語版）

### 所属機構
| - 国立歴史博物館 - 国立台湾博物館 - 国立台湾史前文化博物館 - 国立台湾歴史博物館 - 国立台湾美術館 - 国立新竹生活美学館 - 国立彰化生活美学館 - 国立台南生活美学館 - 国立台東生活美学館 | - 国立国父紀念館 - 国立伝統芸術センター - 国立台湾工芸研究発展センター - 国立中正紀念堂管理処 - 国立台湾交響楽団 - 国立台湾歴史博物館 - 国立台湾文学館 - 国家人権博物館籌備処 |

### 相関法人機構
- 国家文化芸術基金（財団法人）
- 国家舞台芸術センター（独立行政法人）
  - 国家両庁院（二つのホール、シアターホールとコンサートホール）
  - 台中国家歌劇院
  - 衛武営国家芸術文化中心
- 国家映画センター（財団法人）

### 在外機構
- 駐ニューヨーク・台北経済文化弁事処・台北文化センター
- 駐パリ・フランス代表処・台湾文化センター
- 台北駐日経済文化代表処・台北文化センター
- 駐香港経済文化弁事処・ニュース組

## 歴代の長

### 歴代行政院文化建設委員会主任委員
|    | 姓名   | 着任日         | 退任日         |
| -- | ------ | -------------- | -------------- |
| 1  | 陳奇禄 | -              | -              |
| 2  | 郭為藩 | -              | -              |
| 3  | 申学庸 | -              | -              |
| 4  | 鄭淑敏 | -              | -              |
| 5  | 林澄枝 | -              | -              |
| 6  | 陳郁秀 | -              | -              |
| 7  | 陳其南 | -              | -              |
| 8  | 邱坤良 | -              | 2007年5月21日  |
| 9  | 翁金珠 | 2007年5月21日  | 2008年1月3日   |
| 10 | 王拓   | 2008年2月1日   | 2008年5月20日  |
| 11 | 黄碧端 | 2008年5月20日  | 2009年11月14日 |
| 12 | 盛治仁 | 2009年11月16日 | 2011年11月18日 |
| 13 | 曽志朗 | 2011年11月19日 | 2012年2月5日   |
| 14 | 龍応台 | 2012年2月6日   | 2012年5月19日  |

### 歴代文化部部長
|      | 姓名   | 着任日        | 退任日        |
| ---- | ------ | ------------- | ------------- |
| 1    | 龍応台 | 2012年5月20日 | 2014年12月8日 |
| 代理 | 洪孟啓 | 2014年12月8日 | 2015年1月25日 |
| 2    | 洪孟啓 | 2015年1月26日 | 2016年5月20日 |
| 3    | 鄭麗君 | 2016年5月20日 | 2024年5月20日 |
| 4    | 李遠   | 2024年5月20日 | 現職          |